# Samostan sv. Josipa u Vitezu
Samostan sv. Josipa je samostan Družbe sestara Služavki Malog Isusa u Vitezu.
Sarajevski nadbiskup Josip Stadler kupio je 1907. godine kuću s posjedom od 50 jutara u koju su sestre uselile 7. travnja. Kad je jedan musliman posjednik iz Busovače prodavao ciglanu uz posjed, sestre su je kupile i preradile u samostan. Samostan je blagoslovio nadbiskup Stadler 1910. godine.
Sestre su se bavile obrađivanjem zemlje te za sirotu djecu i starice.

### Članci
- Zovkić, Mato. 2020. Karlo Cankar, Slovenac svećenik u Bosni (1877.-1953.). Vrhbosnensia. Univerzitet u Sarajevu – Katolički bogoslovni fakultet. Sarajevo. 24 (1): 59–101